# Martina Tufeković
Martina Tufeković (* 16. Juli 1994 in Heilbronn) ist eine deutsch-kroatische Fußballspielerin.

## Karriere

### Vereine
Tufeković begann ihre Karriere 2004 als feldspielende Allrounderin in der männlichen F-Jugend des VfL Obereisesheim. In dieser Zeit besuchte sie neben der aktiven Fußballkarriere die Sportschule Ruit in Ostfildern. 2009 wechselte sie von Obereisesheim in die Jugend-Mannschaft des TSG 1899 Hoffenheim und schulte zur Torhüterin um. Ein Jahr später rückte sie 17-jährig in die Seniorenmannschaft auf, wo sie Ersatztorhüterin in der 2. Fußball-Bundesliga war. In ihrer ersten Saison kam sie noch nicht zum Einsatz und saß in vier Spielen als Ersatztorhüterin auf der Bank. Am 18. Spieltag der 2. Bundesliga-Saison 2011/12 gab sie am 15. April 2012 gegen den 1. FC Köln beim 1:5 für Hoffenheim, ihr Seniorendebüt. Sie lief bis zum Ende der Saison 2012 in vier weiteren Spielen auf, bevor sie September 2012 wieder in die zweite Mannschaft degradiert wurde. Aufgrund von Verletzungen spielte Tufeković nur in sechs Spielen für die Reserve in der Regionalliga Süd. Nach der Saison 2012/13 stieg die erste Mannschaft in die Fußball-Bundesliga auf und so gab sie am 13. April 2014 gegen den 1. FFC Turbine Potsdam ihr Debüt in der höchsten weiblichen Spielklasse.
Am 7. April 2025 wurde ihre Verpflichtung zur kommenden Saison auf der Website des VfL Wolfsburg bekanntgegeben.

### Nationalmannschaft
Tufeković steht seit 2012 im erweiterten Kader für die Kroatische Fußballnationalmannschaft der Frauen. Dort spielt sie gemeinsam mit der Ersatz-Torhüterin der zweiten Mannschaft der TSG 1899 Hoffenheim Nicole Vuk.
2021 wurde Tufeković zum ersten Mal in den Kader für die deutsche Nationalmannschaft berufen. Für die EM 2022 in England wurde sie von der Bundestrainerin Martina Voss-Tecklenburg kurz vor Beginn aus dem Kader gestrichen, stand jedoch auf Abruf bereit.

## Auszeichnungen
Im Januar 2012 wurde sie neben Duje Dragun Pende (SV Wehen Wiesbaden) und Marko Mićanovic (SC Wiener Neustadt) bei der Wahl des Heimatpreises Večernjakova domovnica in der Kategorie Fußball der besten Junioren Sportlerinnen außerhalb Kroatiens nominiert. Bei der endgültigen Preisverleihung am 17. März 2012 im Landgraf-Friedrich-Saal Kurhaus & Kurtheater in Bad Homburg, wurde sie jedoch nur achte in der Kategorie Juniorensportlerin.